# Temir Sarijew
Temir Argembajewicz Sarijew, kirg. Темир Аргембаевич Сариев; (ur. 17 czerwca 1963 w rejonie Sokułuk) – kirgiski polityk, deputowany do Rady Najwyższej w latach 2000–2007, założyciel i pierwszy przewodniczący partii Ak Szumkar, minister finansów od 7 kwietnia do 13 lipca 2010, premier Kirgistanu od 1 maja 2015 do 13 kwietnia 2016.

## Życiorys
Temir Sarijew w 1989 roku ukończył ekonomię na Kirgiskim Uniwersytecie Państwowym w Biszkeku. Wcześniej, od 1981 do 1983 odbywał służbę wojskową w Armii Czerwonej.
W latach 1986–1987 pracował jako ekonomista w departamencie finansowym fabryki futer w dystrykcie Alamudun w obwodzie czujskim. Od 1987 do 1988 roku był instruktorem lokalnego komitetu Komsomołu w dystrykcie Alamudun. Następnie, od 1988 do 1989 roku szefem jego Wydziału Młodzieży Pracującej i Stowarzyszenia Pracy Młodych. Od 1989 do 1990 roku był instruktorem w Wydziale Organizacyjnym. Następnie stał na czele Komitetu KPZR w dystrykcie Alamudun. W 1991 roku założył Kirgiską Giełdę Wymiany Towarów i Surowców i do września 1995 roku był jej prezesem. Od września 1995 do marca 2000 roku zajmował stanowisko dyrektora generalnego firmy finansowo-przemysłowej Toton.
W latach 2000–2007 piastował mandat deputowanego do Rady Najwyższej. W tym czasie był członkiem parlamentarnej Komisji ds. Budżetu i Finansów. W 2005 roku zasiadał w Komisji Konstytucyjnej. W kwietniu 2005 roku wszedł w skład delegacji, która w Moskwie skłoniła obalonego w czasie tulipanowej rewolucji prezydenta Askara Akajewa do oficjalnej rezygnacji z władzy.
W 2007 roku założył własną partię Ak Szumkar (Biały Sokół) oraz wszedł w skład opozycyjnego Ruchu „Na rzecz Reform”, krytykującego politykę prezydenta Kurmanbeka Bakijewa. Został jego współprzewodniczącym. W lipcu 2009 roku wziął udział w wyborach prezydenckich, w których zajął trzecie z wynikiem 6,74% głosów poparcia. Wybory zakończyły się zwycięstwem urzędującego prezydenta Bakijewa, lecz według międzynarodowych obserwatorów z OBWE nie spełniły standardów demokratycznych.
6 kwietnia 2010 roku, w dniu wybuchu rewolucji w Kirgistanie, wracał samolotem z Moskwy. Został zatrzymany na lotnisku zaraz po lądowaniu, lecz zwolniono go jeszcze tego samego dnia. Po obaleniu prezydenta Bakijewa, 7 kwietnia 2010 roku objął stanowisko ministra finansów w rządzie tymczasowym Rozy Otunbajewy. Ze stanowiska zrezygnował 13 lipca 2010 roku, by jako lider partii Ak Szumkar wziąć udział w wyborach parlamentarnych w październiku 2010 roku.
1 maja 2015 Rada Najwyższa zatwierdziła rząd Temira Sarijewa, dzięki czemu został on oficjalnie premierem kraju. Zastąpił on na tym stanowisku Dżoomarta Otorbajewa, który na czele rządu stał przez nieco ponad rok. Sarijew został piątym premierem Kirgistanu w tej kadencji parlamentu, wybranej w wyborach w 2010 roku.
20 czerwca 2017 roku ogłosił, że weźmie udział w wyborach prezydenckich w 2017 roku. 8 sierpnia oskarżył wraz z Ritą Karasartową (za pomocą swoich pełnomocników wyborczych) innego kandydata, ówczesnego premiera Sooronbaja Dżeenbekowa, o prowadzenie agitacji wyborczej mimo tego, że kampania wyborcza jeszcze nie rozpoczęła się – zabrania tego kirgiski Kodeks Wyborczy. Miał on wzywać ministrów ze swojego rządu, gubernatorów, merów miast oraz innych urzędników do sztabu wyborczego SDPK i namawiać ich do popierania jego startu. 13 sierpnia CKW uznała te oskarżenia za bezpodstawne. Ostatecznie zdobył 43 457 głosów – czwarty wynik wśród kandydatów.
9 czerwca 2020 został skazany przez biszkiecki sąd na karę osiemnastu lat pozbawienia wolności oraz ponad 247 milionów somów grzywny za złamanie artykułu 319 Kodeksu Karnego. Sądzony był za nieprawidłowości przy rekonstrukcji kirgiskiego narodowego muzeum historycznego oraz budowie hipodromu w Czołpon-Acie. Skazany nie przyznał się do winy i zapowiedział wniesienie apelacji. 
Początkowo deklarował swój udział w wyborach parlamentarnych w 2020 jako członek koalicji Dżangy djem w skład której wchodził również m.in.: Ata Meken. Następnie ogłosił swój start z listy Bütün Kyrgyzstan. Ostatecznie jednak 23 sierpnia ogłosił, że nie weźmie w nich udziału.